# Dyskografia Girls Aloud
To jest lista oficjalnie wydanych utworów, singli i albumów Girls Aloud, brytyjskiego girlsbandu. Girls Aloud wydały pięć albumów studyjnych, dwie składanki najlepszych piosenek, 24 singli oraz pięć płyt DVD przy udziale Polydor Records i jej oddziału Fascination Records.

## Albumy studyjne
| Rok  | Tytuł/Info | Pozycje | Pozycje | Pozycje | Pozycje | Pozycje | Certyfikaty                    | Sprzedaż    |
| Rok  | Tytuł/Info | UK      | IRL     | GR      | NL      | Świat   | Certyfikaty                    | Sprzedaż    |
| ---- | --- | ------- | ------- | ------- | ------- | ------- | ------------------------------ | ----------- |
| 2003 | Sound of the Underground - Wydany: 26 maja 2003 - Wytwórnia: Polydor - Formaty: CD, digital download           | 2       | 6       | 20      | 53      | 97      | UK: Platyna                    | UK: 360.000 |
| 2004 | What Will the Neighbours Say? - Wydany: 29 listopada 2004 - Wytwórnia: Polydor - Formaty: CD, digital download | 6       | 12      | 10      | –       | 43      | UK: Platyna IRL: 2x Platyna    | UK: 600.000 |
| 2005 | Chemistry - Wydany: 5 grudnia 2005 - Wytwórnia: Polydor - Formaty: CD, digital download                        | 11      | 31      | 13      | –       | 72      | UK: Platyna IRL: Platyna       | UK: 380.000 |
| 2007 | Tangled Up - Wydany: 19 listopada 2007 - Wytwórnia: Fascination - Formaty: CD, digital download                | 4       | 25      | 4       | –       | 17      | UK: Platyna IRL: Złoto         | UK: 490.000 |
| 2008 | Out of Control - Wydany: 3 listopada 2008 - Wytwórnia: Fascination - Formaty: CD, digital download             | 1       | 7       | –       | –       | 10      | UK: 2x Platyna IRL: 2x Platyna | UK: 800,000 |

## Kompilacje
| Rok  | Tytuł/Info | Pozycje | Pozycje | Certyfikaty                             | Sprzedaż      |
| Rok  | Tytuł/Info | UK      | IRL     | Certyfikaty                             | Sprzedaż      |
| ---- | --- | ------- | ------- | --------------------------------------- | ------------- |
| 2006 | The Sound of Girls Aloud - Wydany: 30 października 2006 - Wytwórnia: Fascination - Formaty: CD, digital download | 1       | 9       | UK: 3x Platyna IRL: Platyna EU: Platyna | UK: 1.000.000 |
| 2007 | Mixed Up - Wydany: 19 listopada 2007 - Wytwórnia: Fascination - Formaty: CD                                      | 56      | –       |                                         |               |
| 2012 | Ten - Wydany: 26 listopada 2012 - Wytwórnia: Fascination - Formaty: CD, digital download                         | –       | –       |                                         |               |

## Wideografia
| Girls A Live                           | - Wydany: 3 listopada 2008 - Wytwórnia: Fascination (#1790107) - Format: CD | 29 |
| Out Of Control: Live from the O2       | - Wydany: 5 października 2009 - Wytwórnia: Fascination - Format: CD         | –  |
| „–” album nie wydany bądź nie notowany |                                                                             |    |

## Box sety
| Tytuł           | Informacje o albumie                                                         |
| --------------- | ---------------------------------------------------------------------------- |
| Singles Box Set | - Wydany: 22 lipca 2009 - Wytwórnia: Fascination - Format: CD single box set |

## Single
| Rok           | Singel                         | Pozycja | Pozycja | Pozycja | Pozycja | Pozycja | Pozycja | Pozycja | Pozycja | Pozycja | Pozycja | Pozycja | Pozycja | Pozycja | Pozycja | Album                         |
| Rok           | Singel                         | UK      | IRL     | GRE     | POL     | SLO     | RO      | NL      | AUS     | CRO     | BEL     | MEX     | SWE     | SWI     | EST     | Album                         |
| ------------- | ------------------------------ | ------- | ------- | ------- | ------- | ------- | ------- | ------- | ------- | ------- | ------- | ------- | ------- | ------- | ------- | ----------------------------- |
| 2002          | „Sound of the Underground”     | 1       | 1       | 8       | 27      | 3       | 10      | 9       | 31      | –       | 13      | 74      | 39      | 25      | –       | Sound of the Underground      |
| 2003          | „No Good Advice”               | 2       | 2       | 4       | 43      | 19      | 97      | 23      | 88      | –       | 45      | –       | –       | –       | –       | Sound of the Underground      |
| 2003          | „Life Got Cold”                | 3       | 2       | 3       | 32      | –       | 78      | 11      | –       | –       | –       | –       | –       | –       | –       | Sound of the Underground      |
| 2003          | „Jump (For My Love)”           | 2       | 2       | 2       | 2       | 11      | 97      | 8       | 23      | –       | 6       | 98      | 9       | 58      | –       | What Will the Neighbours Say? |
| 2004          | „The Show”                     | 2       | 5       | 1       | 97      | –       | –       | –       | 67      | –       | –       | –       | –       | –       | –       | What Will the Neighbours Say? |
| 2004          | „Love Machine”                 | 2       | 9       | 42      | 88      | –       | –       | 41      | –       | –       | –       | –       | –       | –       | –       | What Will the Neighbours Say? |
| 2004          | „I’ll Stand by You”            | 1       | 3       | 5       | 51      | –       | –       | 71      | –       | –       | –       | –       | –       | –       | –       | What Will the Neighbours Say? |
| 2005          | align=left "Wake Me Up”        | 4       | 6       | 15      | 12      | –       | –       | –       | –       | –       | –       | –       | –       | –       | –       | What Will the Neighbours Say? |
| 2005          | „Long Hot Summer”              | 7       | 16      | 30      | 90      | –       | –       | –       | –       | –       | –       | –       | –       | –       | –       | Chemistry                     |
| 2005          | „Biology”                      | 4       | 7       | 12      | 66      | –       | –       | –       | 26      | –       | –       | –       | –       | –       | –       | Chemistry                     |
| 2005          | „See the Day”                  | 9       | 14      | 42      | 17      | –       | –       | –       | –       | –       | –       | –       | –       | –       | –       | Chemistry                     |
| 2006          | „Whole Lotta History”          | 6       | 18      | 32      | 76      | –       | –       | –       | –       | –       | –       | –       | –       | –       | –       | Chemistry                     |
| 2006          | „Something Kinda Ooooh”        | 3       | 7       | 2       | 37      | 4       | 93      | –       | –       | –       | –       | 9       | –       | –       | –       | The Sound of Girls Aloud      |
| 2006          | „I Think We’re Alone Now”      | 4       | 11      | 16      | 9       | –       | –       | –       | –       | 9       | –       | –       | –       | –       | –       | The Sound of Girls Aloud      |
| 2007          | „Walk This Way” with Sugababes | 1       | 14      | 7       | 7       | 17      | 54      | –       | –       | 10      | –       | –       | –       | –       | –       | Singel Charytatywny           |
| 2007          | „Sexy! No No No...”            | 5       | 11      | 5       | 3       | 7       | –       | –       | –       | 23      | –       | –       | –       | –       | –       | Tangled Up                    |
| 2007          | „Call the Shots”               | 3       | 9       | 5       | 19      | 12      | 38      | –       | –       | 1       | –       | –       | –       | –       | 1       | Tangled Up                    |
| 2008          | „Can’t Speak French”           | 9       | 13      | –       | –       | –       | –       | –       | –       | –       | –       | –       | –       | –       | –       | Tangled Up                    |
| 2008          | „The Promise”                  | 1       | 2       | –       | 22      | –       | –       | –       | –       | 3       | –       | –       | –       | –       | –       | Out of Control                |
| 2009          | „The Loving Kind”              | 10      | 16      | –       | –       | –       | –       | –       | –       | –       | –       | –       | –       | –       | –       | Out of Control                |
| 2009          | „Untouchable”                  | 11      | 19      | –       | –       | –       | –       | –       | –       | –       | –       | –       | –       | –       | –       | Out of Control                |
| 2012          | „Something New”                | –       | 4       | –       | –       | –       | –       | –       | –       | –       | –       | –       | –       | –       | –       | Ten                           |
| 2012          | „Beautiful Cause You Love Me”  | –       | –       | –       | –       | –       | –       | –       | –       | –       | –       | –       | –       | –       | –       | Ten                           |
| Hity nr 1     | Hity nr 1                      | 4       | 1       | 1       | –       | –       | –       | –       | –       | 1       | –       | –       | –       | –       | 1       |                               |
| Hity w Top 10 | Hity w Top 10                  | 20      | 13      | 10      | 4       | 3       | 1       | 2       | –       | 4       | 1       | –       | 1       | –       | 1       |                               |
| Hity w Top 20 | Hity w Top 20                  | 20      | 20      | 13      | 7       | 7       | 1       | 3       | –       | 5       | 2       | –       | 2       | –       | 1       |                               |
| Hity w Top 50 | Hity w Top 50                  | 20      | 20      | 17      | 11      | 7       | 2       | 5       | 3       | 6       | 3       | –       | 2       | 1       | 1       |                               |

### Inne utwory
| Rok  | Tytuł                     | Pozycje | Info                                     |
| Rok  | Tytuł                     | UK      | Info                                     |
| ---- | ------------------------- | ------- | ---------------------------------------- |
| 2008 | „Theme to „St. Trinian’s” | 51      | Ścieżka dźwiękowa do filmu St Trinian’s. |

## B-sides
| Rok  | B-side                                             | A-side                     |
| ---- | -------------------------------------------------- | -------------------------- |
| 2002 | „Stay Another Day”                                 | „Sound of the Underground” |
| 2003 | „On a Round”                                       | „No Good Advice”           |
| 2003 | „Girls on Film”                                    | „Life Got Cold”            |
| 2003 | „Lights, Music, Camera, Action”                    | „Life Got Cold”            |
| 2003 | „Girls Allowed”                                    | „Jump”                     |
| 2003 | „Grease”                                           | „Jump”                     |
| 2003 | „Love Bomb”                                        | „Jump”                     |
| 2004 | „Androgynous Girls”                                | „Love Machine”             |
| 2004 | „Real Life”                                        | „I’ll Stand by You”        |
| 2005 | „History”                                          | „Wake Me Up”               |
| 2005 | „Loving Is Easy”                                   | „Wake Me Up”               |
| 2005 | „Real Life” (Live at Hammersmith Apollo)           | „Long Hot Summer”          |
| 2005 | „Nobody But You”                                   | „Biology”                  |
| 2005 | „It’s Magic”                                       | „See the Day”              |
| 2005 | „I Don’t Really Hate You”                          | „See the Day”              |
| 2006 | „Crazy Fool”                                       | „Whole Lotta History”      |
| 2006 | „Teenage Dirtbag” (Live at Carling Academy London) | „Whole Lotta History”      |
| 2006 | „The Crazy Life”                                   | „Something Kinda Ooooh”    |
| 2006 | „Models”                                           | „Something Kinda Ooooh”    |
| 2006 | „Why Do It?”                                       | „I Think We’re Alone Now”  |
| 2006 | „Jingle Bell Rock”                                 | „I Think We’re Alone Now”  |
| 2007 | „Dog Without A Bone”                               | "Sexy! No No No...”        |
| 2007 | "Rehab” (Live Lounge cover)                        | „Call The Shots”           |
| 2007 | „Blow Your Cover”                                  | „Call The Shots”           |
| 2008 | „Hoxton Heroes”                                    | „Can’t Speak French”       |
| 2008 | „With Every Heartbeat” (Live Lounge cover)         | „Can’t Speak French”       |
| 2008 | „She”                                              | „The Promise”              |
| 2008 | „Girl Overboard” (Live at O2 Arena)                | „The Promise”              |
| 2009 | „Memory Of You”                                    | „The Loving Kind”          |
| 2009 | „Girls On 45 Volume 45"                            | „The Loving Kind”          |
| 2009 | „It’s Your Dynamite”                               | „Untouchable”              |
| 2009 | „Love Is The Key Remix”                            | „Untouchable”              |

## Inne
Piosenki, które nie pojawiły się na żadnym z albumów, bądź singli dziewczyn:
| Rok  | Piosenka                                             | Album                            |
| ---- | ---------------------------------------------------- | -------------------------------- |
| 2003 | „Hopelessly Devoted to You”                          | Greasemania                      |
| 2003 | „Grease”                                             | Greasemania                      |
| 2004 | „I’m Every Woman”                                    | Discomania                       |
| 2006 | „Love Machine” (wersja Demo)                         | Popjustice: 100% Solid Pop Music |
| 2007 | "Walk This Way" with Sugababes                       | Singel Charytatywny              |
| 2007 | „Teenage Dirtbag”                                    | Radio 1. Established 1967        |
| 2007 | „Sound and Vision” backing vocals to Franz Ferdinand | Radio 1. Established 1967        |
| 2007 | „Theme to St. Trinian’s”                             | St Trinian’s                     |
| 2007 | „On My Way To Satisfaction”                          | St Trinian’s                     |

## Niewydane piosenki
Piosenki, które zostały nagrane, lecz nie wydane:
- „Shame” (Hannah Robinson, Andrew Watkins, Paul Wilson)[15]
- „Sorry” (Alana Hood, John McLaughlin, Sarah Osuji, Stephen Robson, Hannah Thompson)[16]
- „Where Did The Love Go” (Girls Aloud, Brian Higgins)[17]
- „Wicked Game” (Chris Isaak)[18]